# Pawężnicowce
Pawężnicowce (Peltigerales Walt. Watson) – rząd grzybów z klasy miseczniakow (Lecanoromycetes).

## Systematyka
Pozycja w klasyfikacji według Index FungorumPeltigerales, Lecanoromycetidae, Lecanoromycetes, Pezizomycotina, Ascomycota, Fungi.
RodzajeWedług aktualizowanej klasyfikacji Index Fungorum bazującej na Dictionary of the Fungi do rodziny tej należą następujące rodziny oraz rodzaje incertae sedis:
- rodzina Coccocarpiaceae Henssen 1986
- rodzina Collemataceae Zenker 1827 – galaretnicowate
- rodzina Koerberiaceae T. Sprib. & Muggia 2013
- rodzina Lobariaceae Chevall. 1826 – granicznikowate
- rodzina Massalongiaceae Wedin, P.M. Jørg. & E. Wiklund 2007
- rodzina Nephromataceae Wetmore ex J.C. David & D. Hawksw. 1991 – pawężniczkowate
- rodzina Pannariaceae Tuck. 1872 – strzępcowate
- rodzina Peltigeraceae Dumort. 1822 – pawężnicowate
- rodzina Placynthiaceae Å.E. Dahl 1950 – rozłożykowate
- rodzina Vahliellaceae Wedin, P.M. Jørg. & S. Ekman 2010
- rodzina incertae sedis:
  - rodzaj Erinacellus T. Sprib., Tønsberg & Muggia 2014
  - rodzaj Peltigeropsis V. Marcano & A. Morales 1994

Nazwy polskie według W. Fałtynowicza.